# Víctor Manzanilla Schaffer
Víctor Manzanilla Schaffer (* 13. November 1924 in Mexiko-Stadt; † 7. April 2019 in Irapuato, Guanajuato) war ein mexikanischer Jurist, Soziologe, Hochschullehrer, Diplomat und Politiker des Partido Revolucionario Institucional (PRI), der unter anderem 1967 Präsident des Abgeordnetenhauses (Cámara de Diputados), zwischen 1980 und 1982 Botschafter in der Volksrepublik China sowie von 1988 bis 1991 Gouverneur des Bundesstaates Yucatán war.

## Leben

### Studium, Hochschullehrer und Abgeordneter
Víctor Manzanilla Schaffer war der Sohn des Rechtsanwalts und Kongressabgeordneten Victor Manzinalla und dessen Ehefrau Rosa Schaffer. Sein Vater war ein Freund der Revolutionäre Venustiano Carranza und Álvaro Obregón, während sein Patenonkel Rafael Matos Escobedo zwischen 1959 und 1965 Richter am Obersten Gerichtshof (Suprema Corte de Justicia de la Nación) war. Ein Cousin war der Maler José Luis Cuevas. Er selbst besuchte zwischen 1930 und 1936 die „Benito Juárez“-Schule sowie von 1936 bis 1940 die 3. Öffentliche Schule in Mexiko-Stadt. 1942 begann er ein Studium der Rechtswissenschaften an der Juristischen Fakultät der Nationalen Autonomen Universität von Mexiko (UNAM), welches er 1946 beendete. Während des Studiums war er von 1942 bis 1946 Vorsitzender der Vereinigung der Rechtsstudenten seines Jahrgangs. Sein Promotionsstudium zur Erlangung eines Doktors der Rechte schloss er 1948 mit der Arbeit El jurista ante la ley injusta ab. Er trat als Rechtsanwalt in das Büro seines Patenonkels, des Assistierenden Generalstaatsanwalts (Sub-procurador de la Procuraduría General de la República) Rafael Matos Escobedo ein und war zwischen 1947 und 1948 dessen Privatsekretär. 1948 schloss er die Staatsprüfung mit Auszeichnung ab und absolvierte 1949 ein postgraduales Studium im Fach Soziologie an der New School for Social Research in New York City. Er war zwischen 1951 und 1953 Juristischer Assistent in der Abteilung für Internationale Drogenpolitik der Vereinten Nationen, dem heutigen Büro der Vereinten Nationen für Drogen- und Verbrechensbekämpfung sowie 1954 Präsident der Junior Chamber International in Mexiko-Stadt.
1955 übernahm er eine außerplanmäßiger Professur für Soziologie an der Juristischen Fakultät der UNAM, an der er bis 1970 lehrte. 1958 wurde er Leiter der Presseabteilung im Ministerium für Landwirtschaft und Entwicklung (Secretaría de Agricultura y Fomento) und fungierte danach zwischen 1962 und 1965 als Leiter der Abteilung Soziale Aktionen in der Landwirtschaft und Information sowie zuletzt als Berater eines Unterstaatssekretärs. Er war zudem zwischen 1963 und 1964 Professor für Privatrecht an der UNAM sowie 1963 Präsident der Kommission für Rechtsstudien des Partido Revolucionario Institucional (PRI). Des Weiteren war er zeitweise Professor für Agrarreform am Institut für vergleichendes Recht der UNAM, Professor für Wirtschaftsprobleme und Einführung ins Recht an der Fakultät für Verwaltung und Wirtschaft der UNAM sowie Professor für Handelsrecht an der Schule der Mexikanischen Handelskammer.
Am 1. September 1967 wurde Manzanilla Schaffer für den PRI Mitglied des Abgeordnetenhauses (Cámara de Diputados), des Unterhauses des Kongresses der Union (Congreso General de los Estados Unidos Mexicanos), und vertrat in diesem bis zum 31. August 1970 den dritten Wahlbezirk von Yucatán. Er wurde unmittelbar am 1. September 1967 Präsident des Abgeordnetenhauses und behielt diese Funktion bis zum 30. September 1967. Während dieser 47. Legislaturperiode war er Mitglied des Landwirtschaftsausschusses, des Rechtsausschusses, des Ausschusses für Viehzucht, des Verfassungsausschusses sowie des Ausschusses für Wüstengebiete. Er war zugleich innerhalb des Vorstandes (Comité Ejecutivo Nacional) des PRI zwischen dem 27. Februar 1968 und dem 7. Dezember 1970 Politischer Sekretär. 1969 lehnte er eine erstmalige Kandidatur als Gouverneur des Bundesstaates Yucatán ab, da ihm eine unmittelbare Kontrolle über die Ernennung der Direktoren des für die Vermarktung von Henequen-Agaven in Yucatán ansässigen staatlichen Unternehmens CORDEMEX sowie der Direktor der Landwirtschaftsbank dieses Bundesstaates verwehrt wurde.

### Senator, Botschafter in der Volksrepublik China und Gouverneur von Yucatán
Er wurde am 1. September 1970 für eine sechsjährige Wahlzeit Mitglied des Senats (Senado de México), des Oberhauses des Kongresses der Union, dem er als Vertreter des Bundesstaates Yucatán in der 48. und 49. Legislaturperiode bis zum 31. August 1976 angehörte. Während dieser Zeit war er Mitglied des Hauptausschusses und Vorsitzender des Ausschusses für Landwirtschaft und Entwicklung sowie Vorsitzender des Beirates des Landwirtschaftsministeriums. Er war ferner vom 21. Februar 1972 bis zum 16. März 1973 Sekretär für Presse und Öffentlichkeitsarbeit des Nationalen Exekutivkomitees des PRI. Zugleich war er zwischen 1972 und 1974 Assistierender Sekretär von Jesús Reyes Heroles, der zwischen 1972 und 1975 Präsident des PRI war.
Nach seinem Ausscheiden aus dem Senat wurde er am 1. September 1976 abermals Mitglied des Abgeordnetenhauses und vertrat dort in der 50. Legislaturperiode bis zum 31. August 1979 erneut den dritten Wahlbezirk von Yucatán. 1977 stimmte er gegen einen von Präsident José López Portillo eingebrachten Zusatz zu Artikel 27 der Verfassung, der sich mit den Ländereien, Gewässern und natürlichen Ressourcen befasst, die innerhalb der Grenzen des nationalen Territoriums liegen. Er wurde am 1. September 1982 wieder Mitglied des Senats für eine sechsjährige Wahlzeit und vertrat in diesem in der 52. und 53. Legislaturperiode bis zum 31. Januar 1988 abermals den Bundesstaat Yucatán. Am 1. Februar 1988 löste er Víctor Cervera Pacheco als Gouverneur des Bundesstaates Yucatán ab und bekleidete dieses Amt bis zu seinem Rücktritt am 14. Februar 1991, woraufhin die bisherige Senatorin Dulce María Sauri Riancho seine Nachfolgerin wurde.
Aus seiner Ehe mit Toby Naim ging die Tochter Linda Manzanilla Naim (* 1951) hervor, eine Archäologin und Ägyptologin, die 2003 als erste Mexikanerin Mitglied der US-amerikanischen National Academy of Sciences und 2007 Mitglied des El Colegio Nacional wurde.

## Veröffentlichungen
- El jurista ante la ley injusta, 1948
- Los signos de nuestro tiempo. Extrema izquierda y democracia integral, 1961
- La reforma agraria, 1964
- El Presidente Echeverría y la reforma agraria mexicana, 1975
- Nuestro tiempo, 1980
- México falsificado y devaluado, 1995
- Confesiones políticas. Síntesis de mis memorias, 1998
- Neoliberalismo vs. humanismo. En defensa de nuestro proyecto histórico nacional, 1998